# NGC 6376
NGC 6376 é uma galáxia espiral (Sc) localizada na direcção da constelação de Draco. Possui uma declinação de +58° 49' 02" e uma ascensão recta de 17 horas, 25 minutos e 19,2 segundos.
A galáxia NGC 6376 foi descoberta em 1 de Setembro de 1886 por Lewis A. Swift.